# Medul·la espinal
La medul·la espinal és un cordó nerviós, blanc i cilíndric tancat dintre de la columna vertebral. La seva funció més important és conduir, mitjançant les vies nervioses de què està formada, el corrent nerviós que condueix les sensacions fins al cervell i els impulsos nerviosos que duen les respostes del cervell als músculs.
Comença per dalt en el forat occipital del crani, com a continuació del bulb raquidi (de l'encèfal), i acaba a nivell de la vora inferior de L1 (la primera vèrtebra lumbar).

## Anatomia

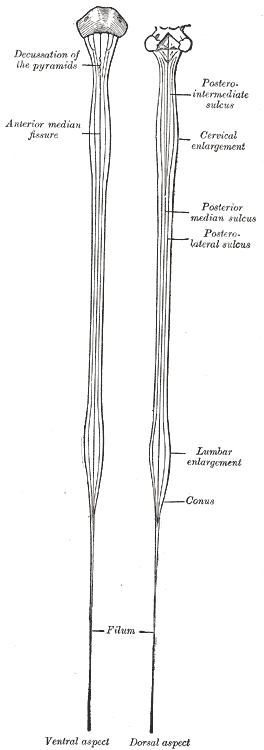
Diagrama de la medul·la espinal.

La medul·la espinal és una estructura de forma cilíndrica que està situada a l'interior del conducte raquidi. La seva funció és la conducció dels senyals nerviosos motrius (procedents del cervell i es dirigeixen cap al tronc i extremitats) i sensitius (en sentit contrari). La medul·la espinal humà està dividit en 31 segments diferents; i en cada segment, a dreta i a esquerra hi ha els nervis espinals que condueixen els senyals motrius i sensitius esmentats.
Es tracta de la continuació cap avall del bulb raquidi (vora superior de l'atles) i té una longitud d'uns 46 cm. Acaba amb una estructura de volum decreixent anomenada con medul·lar, a nivell del disc intervertebral de les dues vèrtebres lumbars superiors (L1-L2). Aquesta terminació es prolonga en forma d'un fil que s'aprima progressivament i que s'anomena fil terminal.
Encara que és una estructura cilíndrica, presenta uns engruiximents:
- Cervical: relacionat amb la innervació de les extremitats superiors.
- Lumbar: relacionat amb la innervació de les extremitats inferiors. (La innervació dels membres superiors correspon als segments compresos entre C4 i T2 i la dels membres inferiors als segments situats entre L3 i S3).

Si féssim una secció transversa de la medul·la podríem distingir les següents estructures:
- Conducte ependimari: s'origina a l'extrem caudal del quart ventricle i s'estén al llarg del bulb raquidi i medul·la. Comunica el centre de la medul·la amb les cavitats cerebrals.

- Substància grisa: es troba al voltant del conducte ependimari, presentant una forma típica d'ales de papallona.

- Substància blanca: es troba envoltant la substància grisa.

### Substància grisa
La substància grisa es divideix en una banya posterior (o dorsal) i una banya anterior (o frontal), que a la vegada podem subdividir segons la mida i l'estructura dels cossos neuronals que la formen. Aquesta subdivisió presenta una estructura laminar de 9 capes (làmines de Rexed) distribuïdes de la següent manera:
- Banya dorsal: hi ha 6 d'aquestes làmines (I-VI).
- Banya anterior: aquí n'hi ha 2 (VII-VIII).
- Columna intermèdia: n'hi ha 1 (IX).
- La columna grisa intermèdia lateral:
  - A la porció toràcica (D1-L2) dona fibres preganglionars simpàtiques.
  - A la part sacre (S2-S4): d'aquí surt la via parasimpàtica.

### Substància blanca
La substància blanca està constituïda bàsicament per prolongacions axòniques que es disposen envoltant la substància grisa. Aquestes fibres es troben formant 3 grans feixos configurant els cordons medul·lars.